# 에르고칼시페롤
에르고칼시페롤(영어: ergocalciferol)은 식품에서 발견되는 비타민 D의 일종으로, 식이 보충제로 사용된다. 에르고칼시페롤은 비타민 D2(영어: vitamin D2) 및 칼시페롤(영어: calciferol)로도 알려져 있다. 에르고칼시페롤은 보충제로 비타민 D 결핍증을 예방하고 치료하는데 사용된다. 여기에는 내장이나 간질환에 의한 흡수 불량으로 인한 비타민 D 결핍증이 포함된다. 에르고칼시페롤은 부갑상샘 기능 저하증으로 인한 저칼슘혈증에도 사용될 수 있다. 에르고칼시페롤은 구강으로 투여하거나 근육 주사로 사용된다.
에르고칼시페롤의 과다 복용은 소변 생성 증가, 고혈압, 신장결석, 신부전 및 변비를 유발할 수 있다. 에르고칼시페롤을 고용량으로 장기간 복용하면 조직 석회화가 일어날 수 있다. 에르고칼시페롤을 고용량으로 복용하는 사람들은 정기적으로 혈중 칼슘 수치를 검사하는 것이 좋다. 임신 중에도 정상적인 복용량은 안전하다. 에르고칼시페롤은 장과 콩팥에서 흡수되는 칼슘의 양을 증가시킴으로써 작용한다. 일부 버섯에서도 에르고칼시페롤이 발견된다.
에르고칼시페롤은 1936년에 처음으로 설명되었다. 에르고스테롤은 일반 의약품으로 처방전없이 구입할 수 있다. 에르고칼시페롤은 2019년에 미국에서 1,300만건 이상의 처방을 받아 55번째로 많이 처방받은 약이었다. 일부 국가에서는 아침 식사용 시리얼 및 마가린과 같은 특정 식품에 에르고칼시페롤이 첨가되어 있다.
에르고칼시페롤은 세계 보건 기구 필수 의약품 목록에 올라 있는데, 이 목록은 의료 제도에 필요한 가장 효과적이고 안전한 의약품들의 목록이다.

## 용도

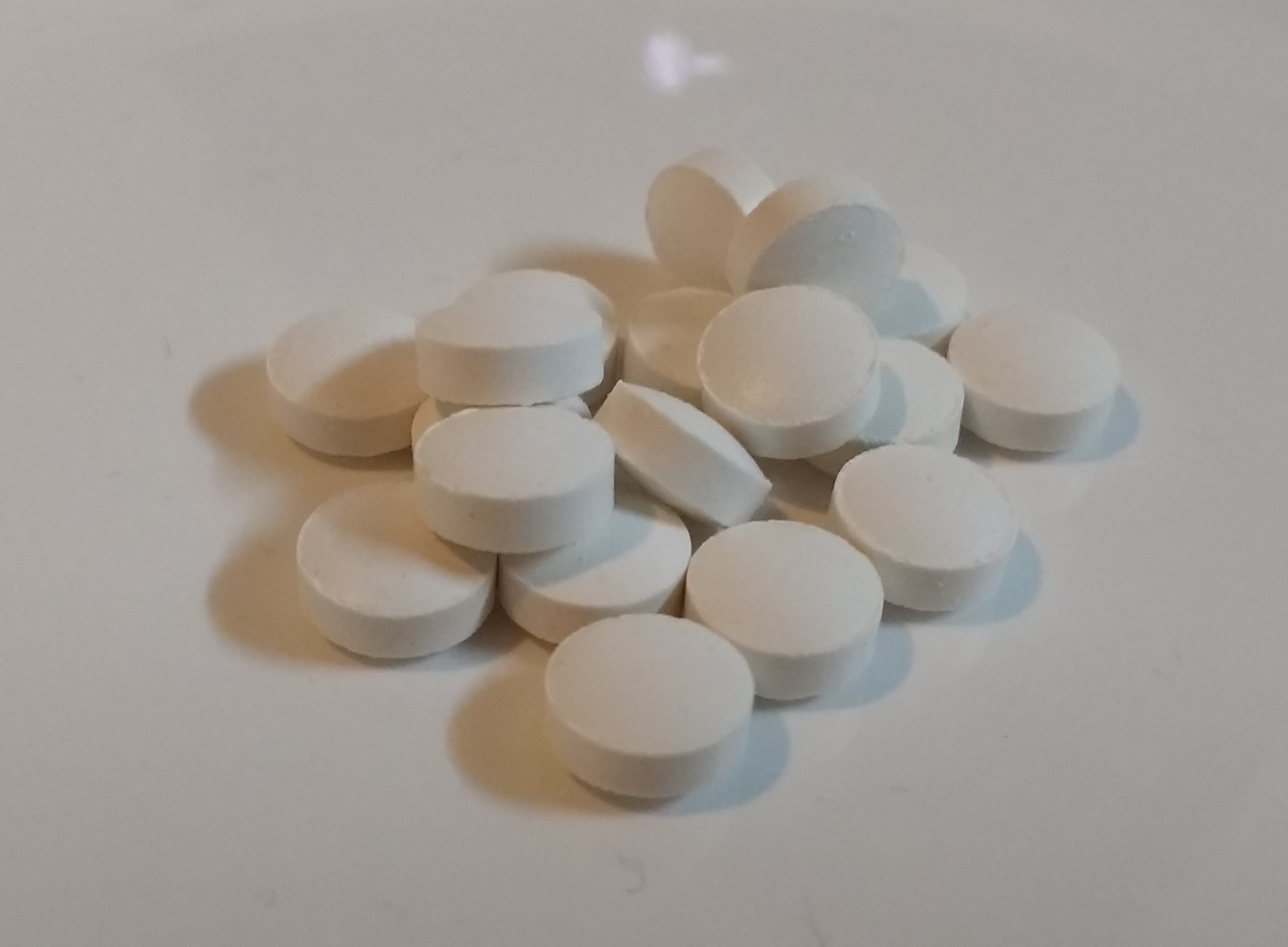
비타민 D_{2} 보충제

에르고칼시페롤은 비타민 D 보충제로 사용될 수 있지만, 콜레칼시페롤(비타민 D3)은 자외선에 노출시 피부에서 자연적으로 생성된다. 에르고칼시페롤(비타민 D2)과 콜레칼시페롤(비타민 D3)은 비타민 D 생성과 동등한 것으로 간주되는 데, 두 형태 모두 구루병을 개선시키고 노인 환자에서 낙상 발생률을 감소시키는 데 유사한 효능을 가지고 있는 것으로 보인다. 그러나 상대적 효과에 관한 상충되는 보고서들이 존재하며 일부 연구에서는 흡수, 결합 및 불활성화의 한계에 근거하여 에르고칼시페롤의 효능이 낮다고 제안하였다. 메타분석에 따르면 혈액에서 비타민 D 수치를 높이는 데 콜레칼시페롤이 유리하다는 증거가 있지만, 더 많은 연구가 필요해 보인다고 언급되었다.

## 메커니즘
에르고칼시페롤은 스테로이드의 광화학적 반응에 의해, 특히 프로비타민 D2의 형태인 에르고스테롤에 대한 자외선의 작용에 의해 형성된 세코스테로이드이다.
콜레칼시페롤과 마찬가지로 에르고칼시페롤 자체는 비활성형이다. 에르고칼시페롤이 활성화되려면 다음과 같이 두 번의 하이드록실화가 필요하다. 첫 번째는 간에서 사이토크롬 P450 2R1(CYP2R1)에 의해 25-하이드록시에르고칼시페롤(에르칼시다이올 또는 25-OH D2)를 형성하고, 두 번째는 콩팥에서 사이토크롬 P450 27B1(CYP27B1)에 의해 활성 1,25-다이하이드록시에르고칼시페롤(에르고칼시트라이올 또는 1,25-(OH)2D2)를 형성하고, 비타민 D 수용체를 활성화한다. 콜레칼시페롤과 달리 에르고칼시페롤에 대한 25-하이드록실화는 사이토크롬 P450 27A1(CYP27A1)에 의해 수행되지 않는다.
에르고칼시페롤 및 대사산물들은 비타민 D3에 비해 비타민 D 결합 단백질에 대한 친화력이 낮다. 비타민 D 수용체에 대한 에르고칼시트라이올의 결합 친화력은 칼시트라이올과 비슷하다. 에르고칼시페롤 자체 및 대사산물은 24-하이드록실화에 의해 비활성화될 수 있다.

## 공급원
균류, USDA 영양 데이터베이스 (100g 당), D2 + D3.
- 양송이(Agaricus bisporus)
  - 생 포토벨로: 0.3 μg (10 IU), 자외선에 노출: 11.2 µg (446 IU)
  - 생 크리미니: 0.1 μg (3 IU), 자외선에 노출: 31.9 µg (1276 IU)
- 표고버섯(Lentinula edodes)
  - 미가공: 비타민 D (D2 + D3): 0.4 μg (18 IU)
  - 건조: 비타민 D (D2 + D3): 3.9 μg (154 IU)

지의류
- 상이한 자연 조건 하에서 성장한 클라디나 아르부스쿨라(Cladina arbuscula)는 각각 프로비타민 D2를 89~146 μg/g(건조 중량), 비타민 D2를 0.22~0.55 μg/g(건조 중량)을 함유하고 있다. 또한 비타민 D3를 0.67~2.04 μg/g을 함유하고 있지만, 프로비타민 D3는 검출되지 않는다. 비타민 D 수치는 자외선 조사와 양의 상관관계가 있다.[24]

식물
- 자주개자리(Medicago sativa), 줄기: 4.8 μg (192 IU)의 비타민 D2, 0.1 μg (4 IU)의 비타민 D3.[25]

### 생합성
버섯과 C. 아부스쿨라(C. arbuscula)의 비타민 D2 함량은 자외선에 노출되면 증가한다. 균류에서 발견되는 에르고스테롤(프로비타민 D2)은 자외선에 노출되면 프리비타민 D2로 전환되고, 이어서 비타민 D2로 전환된다. 자외선에 노출되지 않으면, 비타민 D가 거의 형성되지 않는다.
산업용 자외선 램프를 사용하여 신선한 버섯이나 건조시킨 분말을 의도적으로 인공 자외선에 노출시키면 비타민 D2를 훨씬 더 높은 수준으로 농축시킬 수 있다. 인공 자외선 조사 과정은 버섯의 심각한 변색 또는 미백을 유발하지 않는다. 자외선으로 처리된 신선한 버섯 보통 1인분(약 60 g)을 수확 후 5분 동안만 자외선에 노출시키면 비타민 D 함량이 최대 80 μg 또는 3200 IU까지 증가했다는 주장이 제기되었다.
비타민 D2의 함량이 향상된 양송이 버섯은 이러한 방식으로 비타민 D2 보충제와 유사하게 기능한다. 둘 다 효과적으로 비타민 D 상태를 향상시킨다. 효모 발효빵이나 버섯에 자외선 조사로 인한 비타민 D2는 생체에 이용가능하며, 에르고칼시페롤의 혈중 수치를 증가시킨다.

## 명칭
조사된 에르고스테롤의 초기 제조에 붙여진 이름임 비오스테롤은 본질적으로 에르고칼시페롤과 동의어이다.
에르고칼시페롤은 델타린(일라이 릴리 앤드 컴퍼니), 드리스돌(사노피-신테라보), 칼시돌(파트린 파마)을 포함한 다양한 이름으로 제조 및 판매된다.

## 같이 보기
- 에르고스테롤